# ジャンビ州
ジャンビ州（ジャンビしゅう、インドネシア語: Jambi）は、スマトラ島中央部の東海岸に位置するインドネシアの州。首都はジャンビ。
2023年に西部のムランギン県一帯はユネスコ世界ジオパークに指定される。